# حفصة الصنهاجية
حفصة الصنهاجية كاتبة مغربية من قبيلة صنهاجة الأمازيغية، برزت بالمغرب خلال القرن 12م عهد الدولة الموحدية، والدها هو قاضي مراكش الفقيه أبي عمران موسى بن حماد الصنهاجي، وزوجها هو قاضي غرناطة أبو بكر محمد بن علي المرشاني الغرناطي.

## حياتها
كانت من فضلاء النساء وخيارهن، قارئة كاتبة، لها معرفة جيدة بالفرائض، وكانت تذكر كثيرا من فتيا أبيها، ولدت سنة 519هـ/1125م، وتزوجت بالقاضي أبا بكر محمد بن علي بن محمد بن عبد الرّحمن بن محمد بن عبد الرّحمن بن أحمدَ بن مَعْبَدٍ الغساني المرشاني الغرناطي، وتوفيت بغرناطة ودفنت بمقبرة باب البيرة.